# Anna Wieben
Anna Elisabeth Wieben, född 8 mars 1898 i Lund, död 22 oktober 1969 i Helsingborg, var en svensk-dansk målare och konsthantverkare. 
Hon var dotter till skulptören Sven Persson och Elise Persson och från 1933 gift med Anton Christian Wieben. Hon var anställd som målare vid Den kongelige Porcelainsfabrik i Köpenhamn 1916–1932 och 1925–1945. Tillsammans med sin man utförde hon arbeten i batik, teckning av julkort, samt arbeten i papper och halm för Haandarbejdets Fremme i Köpenhamn.  